# 萨尔瓦多巴伊亞国际机场

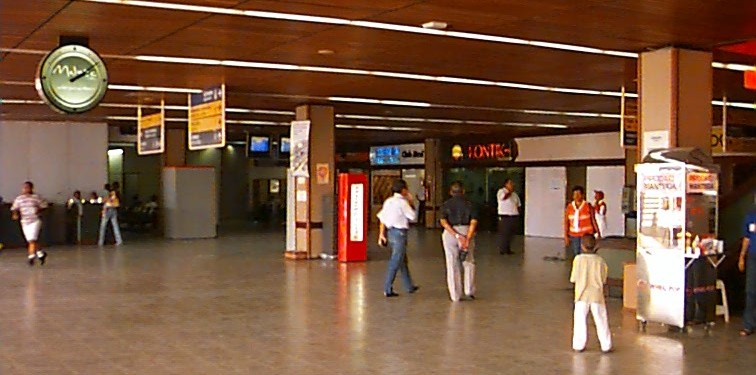
机场内部

萨尔瓦多国际机场（葡萄牙語：Aeroporto Internacional de Salvador，通稱薩爾瓦多巴伊亞國際機場）是巴西联邦共和国巴伊亚州首府萨尔瓦多市的国际机场，是全国第五大机场。

## 历史
机场建于1925年，并在1941年由巴西泛空航空完成重建（美国和巴西政府声称是“战争需要”）。机场原有的名称为Santo Amaro do Ipitanga。
1955年，机场的名称改为Dois de Julho。1998年，为了纪念巴伊亚独立日而改为现有名称。而萨尔瓦多人仍习惯用原来的名称Dois de Julho称呼它。
2000年，机场进行了较大的整修并成为巴西最现代化的机场之一。